# Cinamat b-D-glukoziltransferaza
Cinamat b--glukoziltransferaza (EC 2.4.1.177, uridin difosfoglukoza-cinamatna glukoziltransferaza, UDPG:t-cinamat glukoziltransferaza) je enzim sa sistematskim imenom UDP-glukoza:trans-cinamat beta-D-glukoziltransferaza. Ovaj enzim katalizuje sledeću hemijsku reakciju
UDP-glukoza + trans-cinamat {\displaystyle \rightleftharpoons } UDP + trans-cinamoil beta-D-glukozid
4-kumarat, 2-kumarat, benzoat, feruloat i kafeat mogu takođe da deluju kao akceptori, mada sporije. Ovaj enzim učestvuje u biosinteza hlorogenih kiselina u korenu slatkog krompira, Ipomoea batatas.

## Literatura
- Nicholas C. Price; Lewis Stevens (1999). Fundamentals of Enzymology: The Cell and Molecular Biology of Catalytic Proteins (Third изд.). USA: Oxford University Press. ISBN 019850229X.
- Eric J. Toone (2006). Advances in Enzymology and Related Areas of Molecular Biology, Protein Evolution (Volume 75 изд.). Wiley-Interscience. ISBN 0471205036.
- Branden C; Tooze J. Introduction to Protein Structure. New York, NY: Garland Publishing. ISBN 0-8153-2305-0.
- Irwin H. Segel. Enzyme Kinetics: Behavior and Analysis of Rapid Equilibrium and Steady-State Enzyme Systems (Book 44 изд.). Wiley Classics Library. ISBN 0471303097.

## Spoljašnje veze
- Cinnamate+beta-D-glucosyltransferase на 